# (5085) Hippocrene
(5085) Hippocrene es un asteroide perteneciente al cinturón de asteroides, descubierto el 14 de julio de 1977 por Nikolái Stepánovich Chernyj desde el Observatorio Astrofísico de Crimea (República de Crimea).

## Designación y nombre
Designado provisionalmente como 1977 NN. Fue nombrado Hippocrene en homenaje al mito griego de Hipocrene, la fuente del caballo.

## Características orbitales
Hippocrene está situado a una distancia media del Sol de 2,256 ua, pudiendo alejarse hasta 2,661 ua y acercarse hasta 1,851 ua. Su excentricidad es 0,179 y la inclinación orbital 4,856 grados. Emplea 1238,19 días en completar una órbita alrededor del Sol.

## Características físicas
La magnitud absoluta de Hippocrene es 14,2. Tiene 4,018 km de diámetro y su albedo se estima en 0,33.